# دياب الجرو
دياب الجرو (أبو الوليد؛ 1974–14 ديسمبر 2024) سياسي ورئيس بلدية فلسطيني، كان رئيسًا لبلدية دير البلح منذ منتصف عام 2020 وحتى اغتياله في 14 ديسمبر 2024.

## حياته
وُلد دياب الجرو في مخيم دير البلح عام 1974 لأسرة فلسطينية هجرتها العصابات الصهيونية خلال حرب 1948 من قرية يبنا في قضاء الرملة. وهو أب لستة من الأبناء.
تلقى تعليمه المدرسي في مدينة دير البلح، ويحمل درجة البكالوريوس في التاريخ من الجامعة الإسلامية في غزة. لاحقًا حصل على درجة الماجستير والدكتوراه في التاريخ.
ترأس مجلس إدارة جمعية الصلاح الخيرية، ورئاسة لجنة زكاة دير البلح، ولجنة الطوارئ الحكومية في قطاع غزة.
عام 2015، تولى مهام نائب رئيس بلدية دير البلح وفي يونيو 2020 تولى مهام رئيس البلدية.

## اغتياله
في 14 ديسمبر 2024، اغتالته الطائرات الحربية الإسرائيلية خلال الحرب الإسرائيلية على قطاع غزة 2023–24 بواسطة ضربة جوية مباشرة على مكتب رئيس البلدية الذي يقع وسط سوق دير البلح المركزي المزدحم بالمواطنين.
قُتلت والدته وشقيقه و4 من أبنائه جراء القصف الإسرائيلي في وقت سابق من الحرب.